# Fernsehturm Mont Pèlerin
Der Fernsehturm Mont Pèlerin ist ein 122 Meter hoher Fernsehturm auf dem Mont Pèlerin in der Gemeinde Chardonne, nördlich von Vevey. Er ist der einzige Fernsehturm der Schweiz, der zugleich ein Aussichtsturm ist, dessen Aussichtsplattform über einen Aufzug zugänglich ist.

## Merkmale
Die Aussichtsplattform des zwischen 1971 und 1974 errichteten Turms ist über einen Panoramaaufzug zugänglich und befindet sich in 64,3 Metern Höhe auf dem Dach der Betonkonstruktion des Turmes. Im Unterschied zu den meisten anderen Fernsehtürmen war diese Aussichtsplattform nicht von Anfang an vorhanden, sondern wurde erst 1995 installiert und der Öffentlichkeit zugänglich gemacht. Auf dieser steht auch der 58,31 Meter hohe stählerne Antennenmast mit einem Fusspunktdurchmesser von 2 Metern und einem Gewicht von 97 Tonnen, an dem die Sendeantennen befestigt sind. Insgesamt beträgt die Höhe des Bauwerks 122,6 Meter.
Die Konstruktion des Fernsehturms Mont Pèlerin, dessen Fundamente 1075 Meter über dem Meeresspiegel liegen, wiegt 6000 Tonnen und besteht aus 7500 m³ Beton. Die Oberfläche des Bauwerks, welches durch seine markante Architektur mit seinen asymmetrischen Antennenplattformen auffällt, beträgt 3215 m².
Der Fernsehturm Mont Pèlerin ist nicht der erste Sendeturm auf dem Mont Pèlerin. Schon 1955 wurde an dieser Stelle in einer Holzbaracke eine Richtfunkanlage eingerichtet und 1963 ein stählerner Mast für einen Fernsehsender errichtet. Am 31. Dezember 2024, um Mitternacht, wurde die UKW-Ausstrahlung der SRG-Programme eingestellt.

## Frequenzen und Programme

### Digitales Radio (DAB)
DAB wird in vertikaler Polarisation und im Gleichwellenbetrieb mit anderen Sendern ausgestrahlt.
| Block                      | Programme | ERP (in kW) | Antennendiagramm rund (ND), gerichtet (D) | Gleichwellennetz (SFN) |
| -------------------------- | --- | ----------- | ----------------------------------------- | --- |
| 12A SRG SSR F01 (SUI0007A) | DAB-Block der SRG SSR: - RTS Première (72 kbit/s DAB+) - Première-Bis (48 kbit/s DAB+) - RTS Espace 2 (96 kbit/s DAB+) - RTS Couleur 3 (80 kbit/s DAB+) - RTS Option Musique (80 kbit/s DAB+) - Radio SRF 1 BE FR VS(72 kbit/s DAB+) - Radio SRF Musikwelle (64 kbit/s DAB+) - Radio SRF 3 (64 kbit/s DAB+) - Radio SRF 4 News (56 kbit/s DAB+) - Radio Rumantsch (72 kbit/s DAB+) - Rete Uno (72 kbit/s DAB+) - Radio Swiss Pop (64 kbit/s DAB+) - Radio Swiss Jazz (64 kbit/s DAB+) - Radio Swiss Classic (72 kbit/s DAB+) | 12          | D (70–180°, 290°)                         | - Bern: Biel-Magglingen (Evilard Hohmatt), Chasseral, Ins (Schaltenrain-Fürstengräber), Loveresse (Moron Chez Joseph), Münster BE (Mont Graitery), Sonceboz (Cernil du bas) - Freiburg: Charmey (la Monse), Gurmels (Cordast), Freiburg im Üechtland-Innenstadt (Lorette), Montbovon, Sorens (Mont-Gibloux) - Genf: Genf-Innenstadt (Studio Carl Vogt), Mont Salève (Téléphérique) [FR] - Jura: Boncourt (Châtillon), Bourrignon (Les Ordons), Chevenez (sur le Patai), Courtemaîche, Delsberg (La Met), Noirmont (Roc Montès), Pruntrut (sur le Banne), Saint-Ursanne, Soyhières, Undervelier - Neuenburg: Brot-Plamboz (Solmon Val de Travers), La Brévine (Cerneux-Péquignot Charmottes), Chaux-de-Fonds (Mont Cornu), Cerneux-Pequignot (Maix-Rochat), Les Hauts-Geneveys (rue republique), Le Locle (Roche-Houriet), Saint-Sulpice NE (Haut de la Vy), La Sagne (Plature) - Waadt: Abbaye (Vallée de Joux/Pont-Agouillons), Bougy (Villars Signal), Chardonne (Mont Pèlerin), Château-d’Oex (Sarouche), Chavannes-sur-Moudon (Velotty), Chenit (Brassus), Cudrefin (Tremblex), La Dôle (Gingins), Fontanezier (Bonvillars Champs Lequet), Lausanne (Chailly), Lausanne (Renens), Lausanne-Bellevaux, Montana (Grand Signal), Olun (Chamossaire), Premier (Buclards), Sainte Croix-Auberson (la Broutire), Vallée de Joux (Pont-Agouillons) - Wallis: Arbaz/Ayent (Pas de Maimbré), Bagnes (Bruson Côt), Champéry, Evolène (La Forclaz quartier col), Grimentz (Roua), Martigny (Ravoire), Haute-Nendaz, Orsières-Champex (le Signal), Port Valais (Chalavornaire), Trient, Trient (vers le ponts), Troistorrents (Morgins) |

### Digitales Fernsehen (DVB-T)
Der DVB-T Sendebetrieb wurde am 3. Juni 2019 eingestellt.
| Kanal | Frequenz (in MHz) | Multiplex | Programme im Multiplex                 | ERP (in kW) | Antennen- diagramm rund (ND) / gerichtet (D) | Polarisation horizontal (H) / vertikal (V) |
| ----- | ----------------- | --------- | -------------------------------------- | ----------- | -------------------------------------------- | ------------------------------------------ |
| 34    | 578               | SRG F01   | - RTS Un - SRF 1 - RSI LA 1 - RTS Deux | 10          | D (310–170°)                                 | V                                          |

### Analoges Fernsehen (PAL)
Vor der Umstellung auf DVB-T diente der Sendestandort auch für analoges Fernsehen:
| Kanal | Frequenz (MHz) | Programm | ERP (kW) | Sendediagramm rund (ND)/ gerichtet (D) | Polarisation horizontal (H)/ vertikal (V) |
| ----- | -------------- | -------- | -------- | -------------------------------------- | ----------------------------------------- |
| 11    | 217,25         | TSR 1    | 5,8      | D                                      | H                                         |
| 44    | 655,25         | SF 1     | 18       | D                                      | H                                         |
| 47    | 679,25         | TSI 1    | 18       | D                                      | H                                         |
| 52    | 719,25         | TSR 2    | 12,4     | D                                      | H                                         |

## Galerie

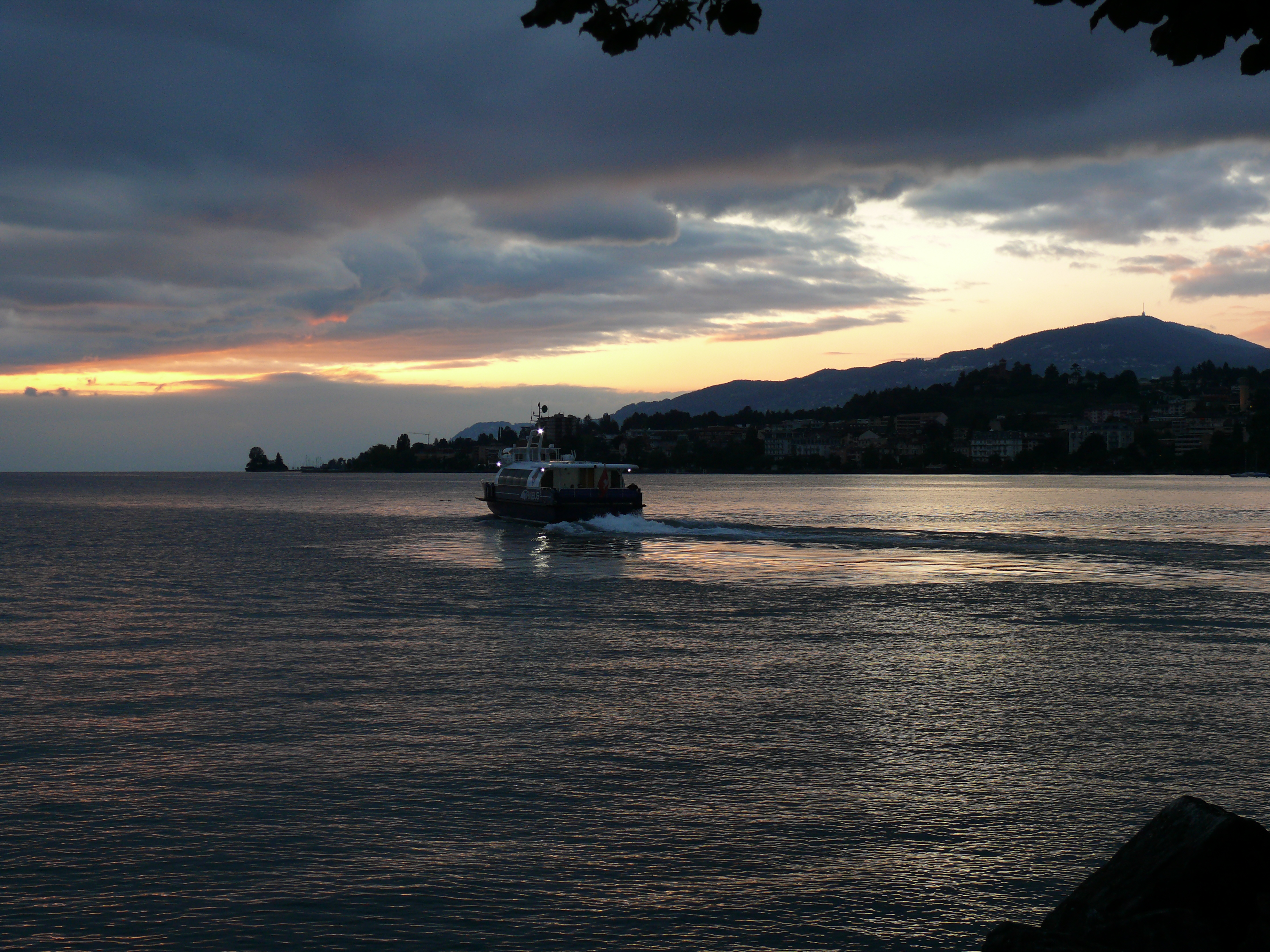
Mont Pèlerin (oben rechts) von Montreux aus
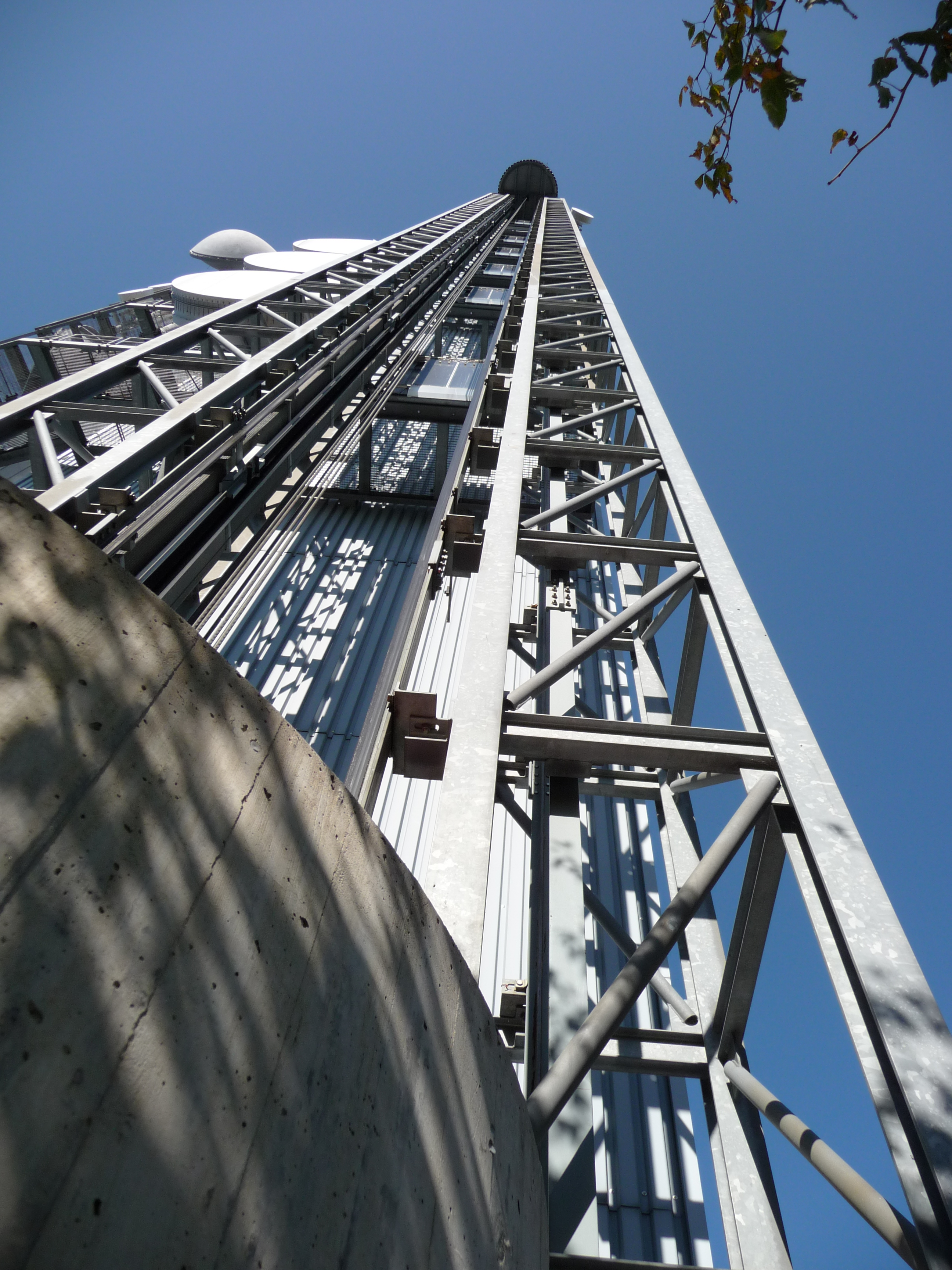
Konstruktion des Panoramaaufzugs
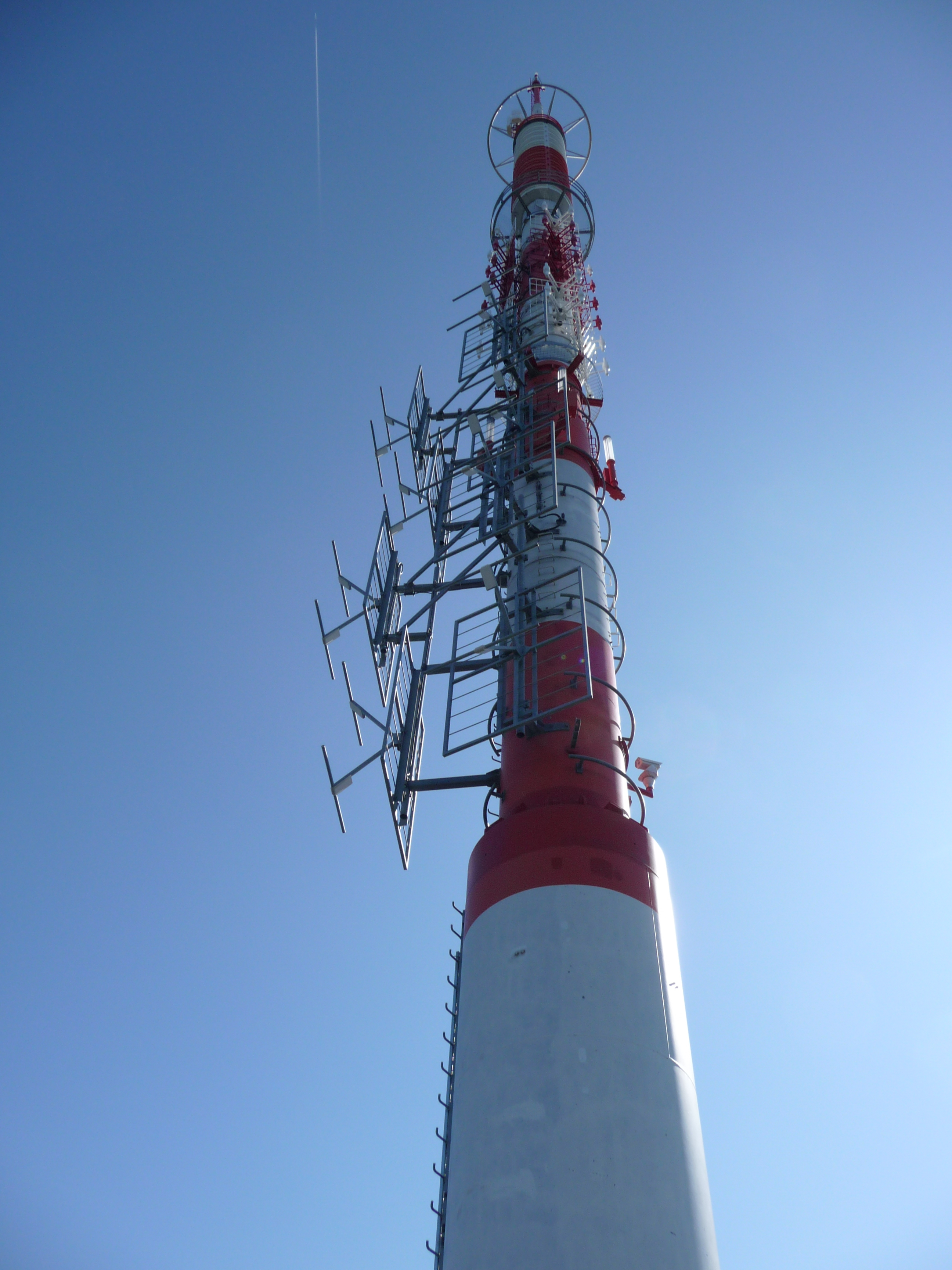
Detailaufnahme der Antenne
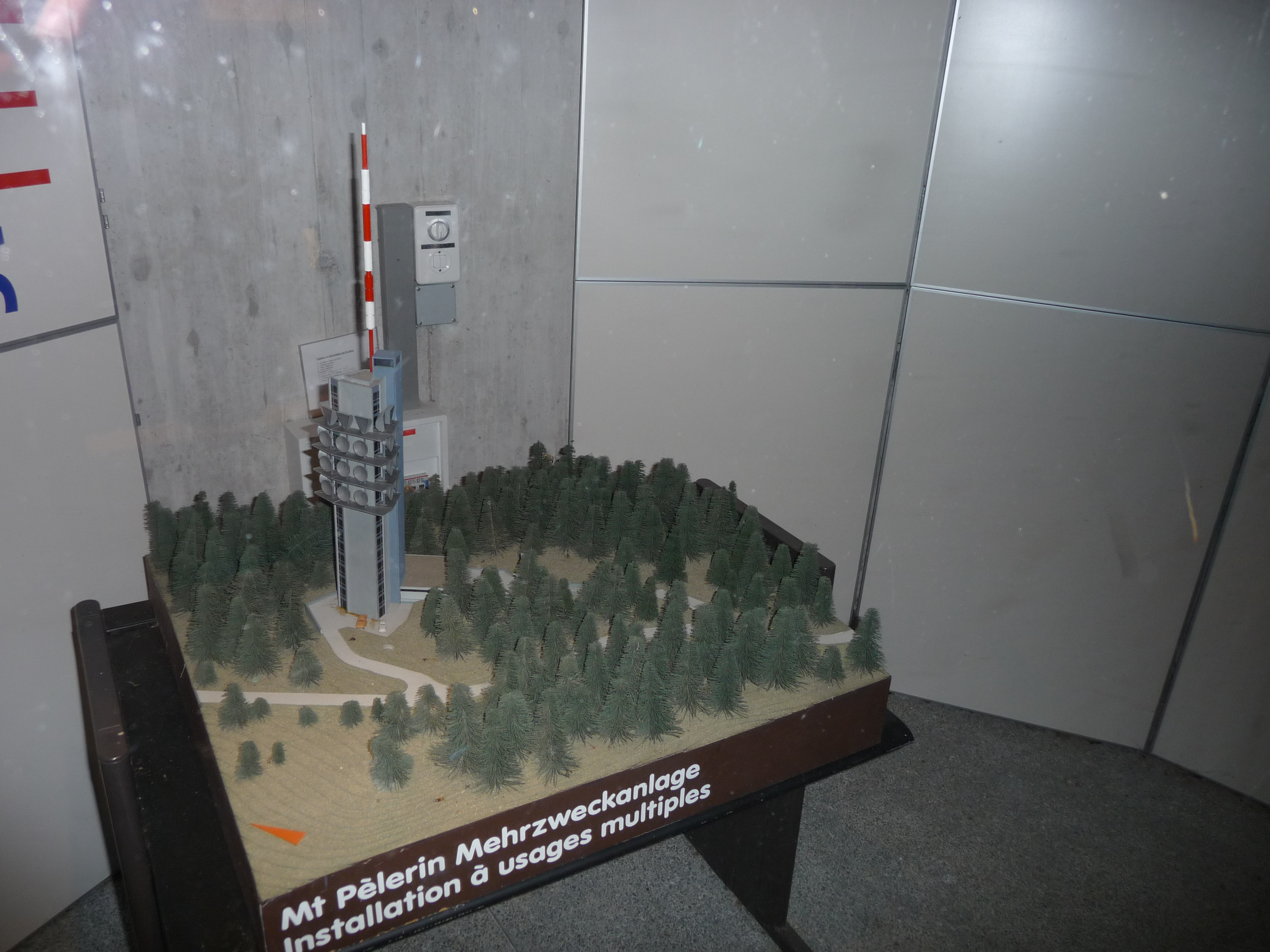
Modell der Anlage
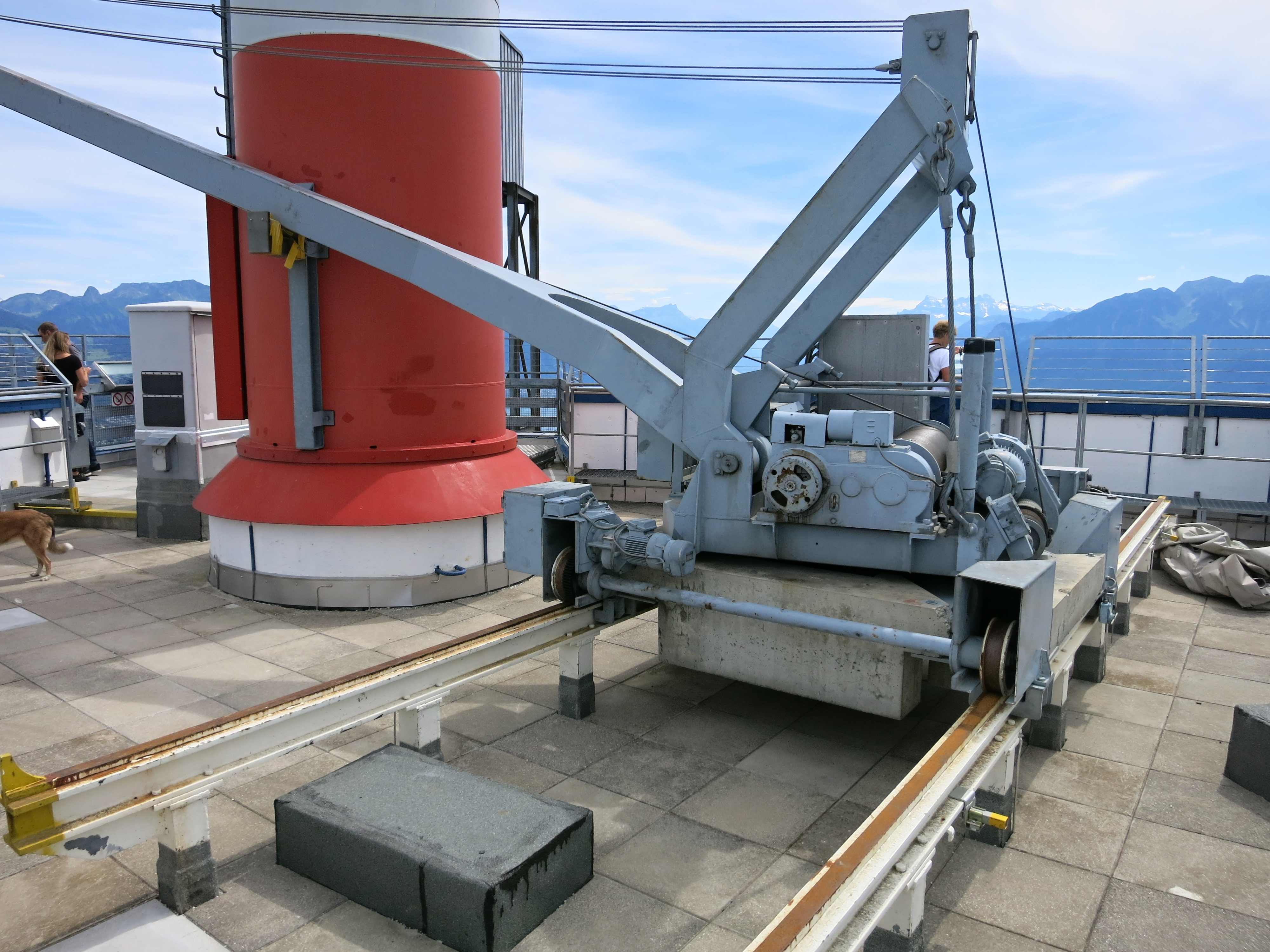
Aussichtsplattform
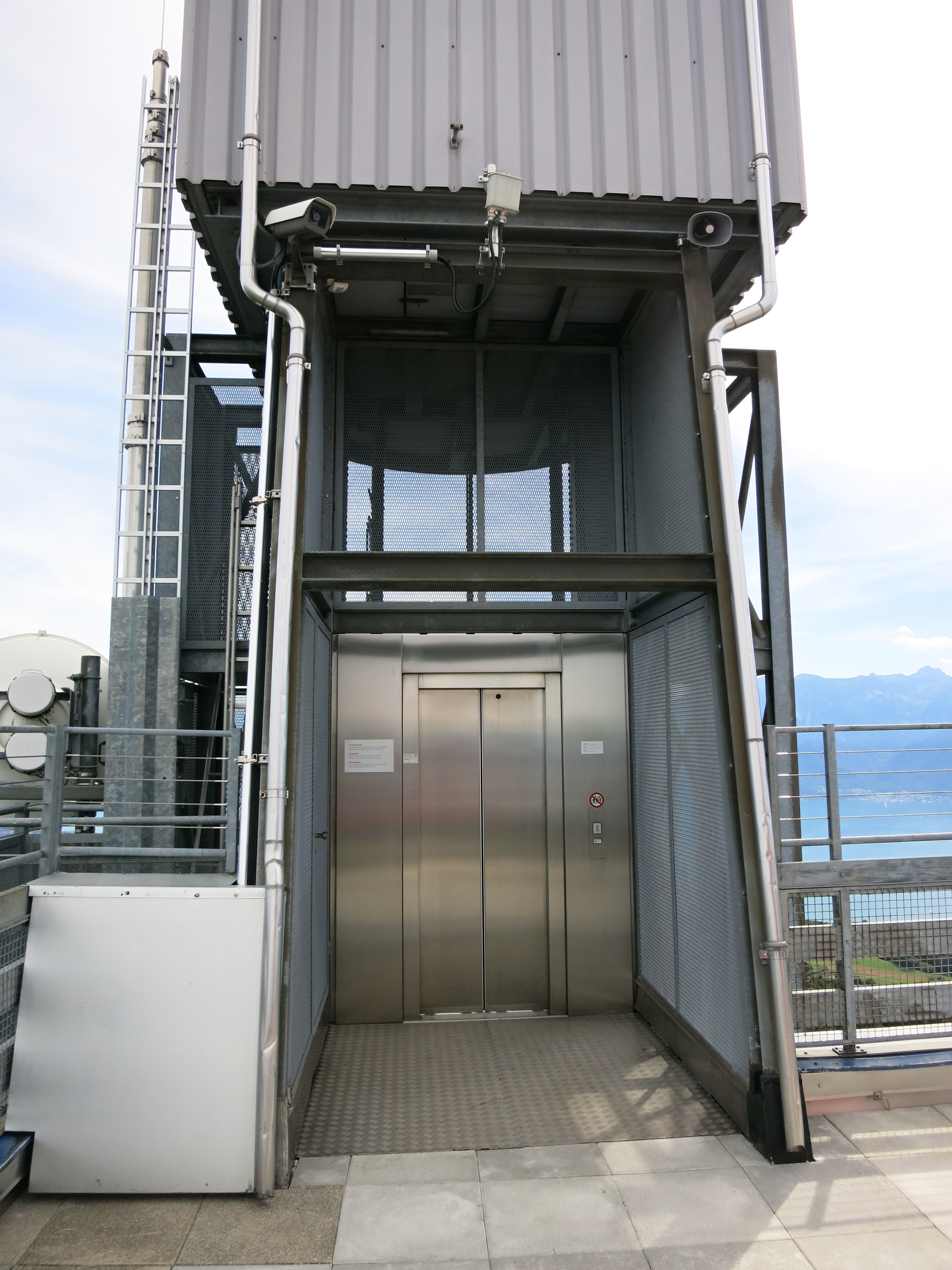
Lift